# Barete
Barete (AFI: /baˈrete/; Lavarète in dialetto locale) è un comune italiano di 635 abitanti della provincia dell'Aquila in Abruzzo, nella zona dell'Alto Aterno. Fa parte della comunità montana Amiternina. Parte del territorio del comune rientra nel territorio del Parco nazionale del Gran Sasso e Monti della Laga costituendone di fatto una delle porte di accesso nella sua parte settentrionale-occidentale.

## Origini del nome
Attestato nel X secolo come (in) Lavareta, si tratta di un fitonimo **laveretum, collettivo di laver, -eris 'specie di crescione, pianta dei terreni umidi', per perdita della prima sillaba interpretata come articolo femminile ('la Barete') e ipercorrezione di /v/ in /b/.

## Geografia fisica

### Territorio
Il comune di Barete è situato nell'entroterra abruzzese a poche decine di Km dal confine con il Lazio a ovest. È circondato, per oltre metà del suo territorio, dal comune di Pizzoli, paese con cui stringe forti legami di natura socio-storica ed urbanistica (i due centri distano poco più di 1 km); confina inoltre con i comuni di Cagnano Amiterno e, in maniera meno marcata, con i comuni di Montereale e L'Aquila.
Il paese si estende ad 800 m s.l.m. in una gola al margine settentrionale della conca aquilana, nell'alta valle dell'Aterno, tra il fiume Aterno ed il Gran Sasso d'Italia, circondata dai Monti dell'Alto Aterno. La piccola frazione di Sant'Eusanio è situata leggermente a valle del paese mentre le altre località di Basanello, Colli, San Sabino e Teora si sviluppano sui colli di Preturo, a circa 4 km dal centro abitato.

### Clima
Il clima è tipicamente continentale con forti escursioni termiche giornaliere e annuali e con il tipico fenomeno dell'inversione termica tra fondovalle e fascia montana durante le ore notturne. La stagione più piovosa è l'autunno seguita dalla primavera e dall'inverno. La neve d'inverno compare frequentemente nella fascia montana, meno frequentemente e con accumuli inferiori nel fondovalle. L'estate è la stagione secca e calda.

## Storia
La località, anticamente nota come Lavaretum, era luogo di villeggiatura degli abitanti della città sabina di Amiternum per la presenza di alcune sorgenti termali.
Durante il XII secolo con Rainaldo di Lavareta e i suoi suffeudatari, controllando il territorio da Canetra a Rocca di Fondi arriverà ad estendere il suo dominio su vasti territori nelle valli del Velino e dell’Aterno
Nel XIII secolo prese parte, insieme agli altri castelli del contado, alla fondazione dell'Aquila; il ruolo del paese fu particolarmente importante poiché ai baretani venne assegnato il lotto posto all'estremità occidentale delle mura aquilane dove, alla fine del secolo, venne costruita porta Barete (originariamente porta di Lavareto).
Il paese, già distrutto durante la guerra tra L'Aquila e Amatrice nel 1347, nella sua storia ha subito gravi danni dai numerosi terremoti che si sono avvicendati e in particolare da quello del 1703, conosciuto come il grande terremoto.

### Simboli
Lo stemma e il gonfalone del comune di Barete sono stati concessi con decreto del presidente della Repubblica del 22 luglio 1987.
Il gonfalone è un drappo partito di rosso e di bianco.

## Società

### Evoluzione demografica
Abitanti censiti

## Monumenti e luoghi d'interesse

### Chiesa di San Paolo al cimitero

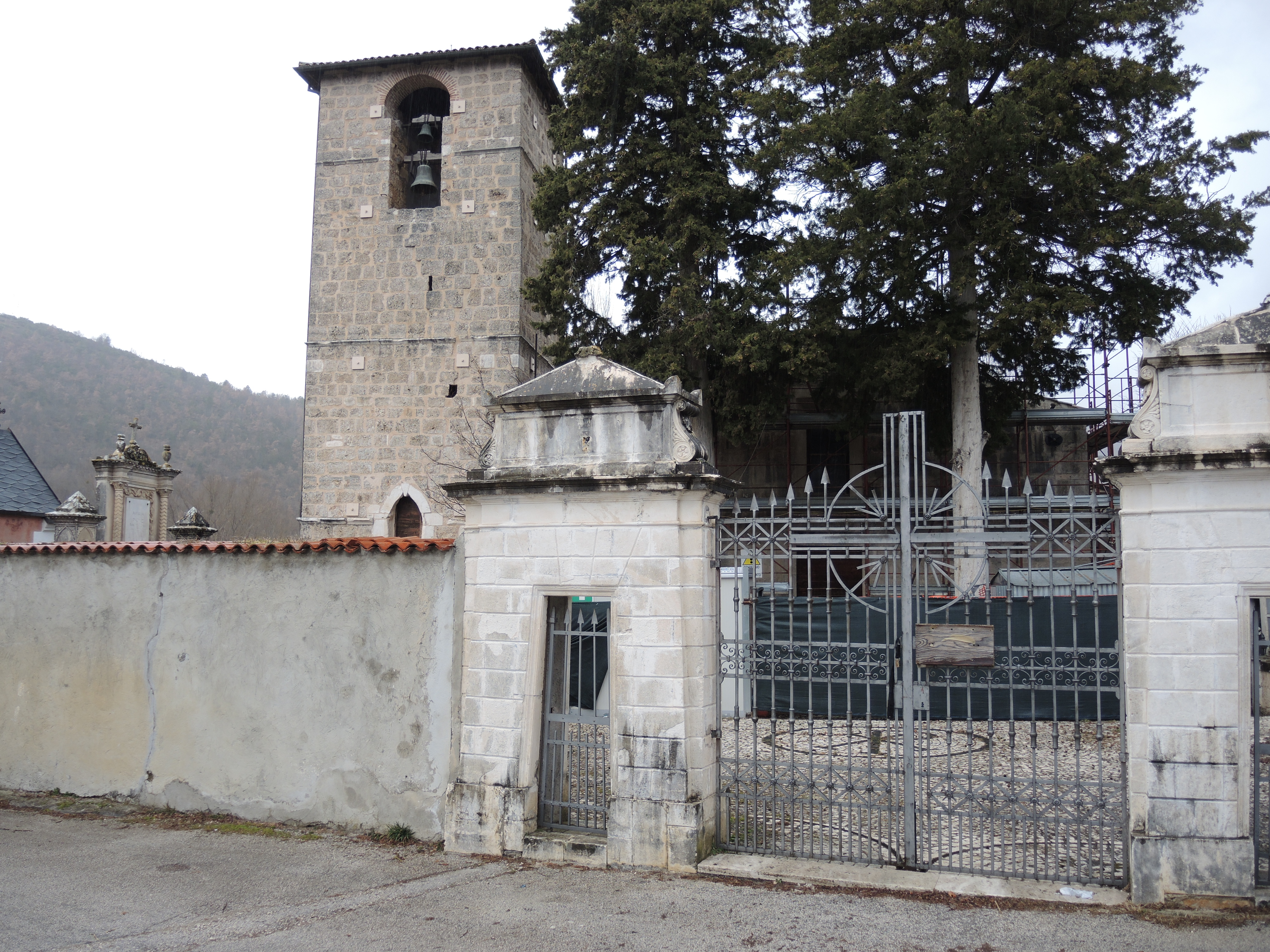
Chiesa di San Paolo presso il cimitero

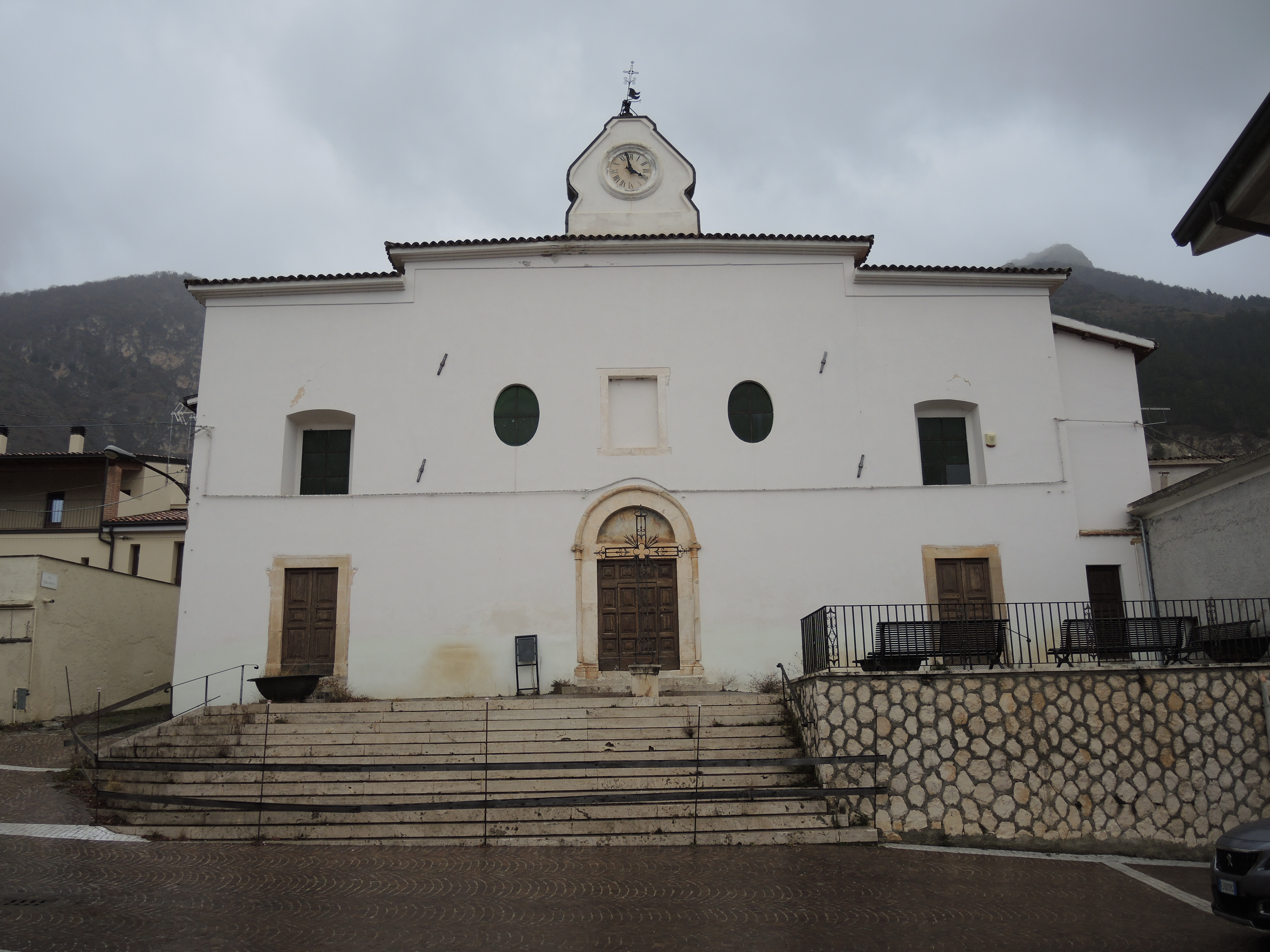
Parrocchia dei Santi Vito e Paolo

È stata la chiesa primaria di Barete, i cui castellani edificarono l'omonimo tempio nella città fondata dell'Aquila nel 1254, lungo l'attuale via Roma nel Quarto San Pietro, in asse con Porta Barete.
La chiesa di Barete si trova nel cimitero comunale, lungo via San Giovanni. La chiesa risale al VI secolo, eretta in un cimitero ostrogoto longobardo, come dimostrano alcune decorazioni e ritrovamenti presso il cimitero. In occasione del restauro dopo il terremoto del 2009 sono state ritrovate le fondamenta e l'antica pavimentazione medievale, poiché dopo il 1703 l'interno era stato stuccato e dipinto in stile barocco. La struttura ha pianta rettangolare in muratura, con copertura a capriate lignee. La facciata è stata ricostruita perché è molto spoglia, e probabilmente aveva un portale romanico; l'unico elemento originale è una piccola statua romanica di San Paolo posta al centro della sommità. Il campanile laterale è una torre slanciata con un arco gotico, mentre sul retro, in posizione asimmetrica c'è una piccola abside.

### Altri monumenti
I principali monumenti del paese sono:
- Chiesa parrocchiale di San Vito e San Paolo: situata in periferia del centro storico, in Piazza Duomo, risale al XIII secolo, con modifiche settecentesche. L'elemento più antico è il portale romanico con lunetta a sesto acuto. La facciata è divisa in tre settori verticali, dei quali il centrale è il maggiore, ornato da due semplici finestre ovali. La sommità è coronata da una piccola torretta a cuspide con orologio. L'interno è rinascimentale, diviso in tre navate.
- Chiesa di Santa Maria della Valle: chiesa del XIII secolo, più volte rinnovata del corso dei secoli, con opere seicentesche al suo interno[8].
- Chiesa della Madonna di Costantinopoli: chiesa quattrocentesca.
- Fontana romana: fontanile del 1332 composto di archetti e bassorilievi[8].

## Amministrazione
| Periodo        | Periodo        | Primo cittadino  | Partito                         | Carica      | Note                |
| -------------- | -------------- | ---------------- | ------------------------------- | ----------- | ------------------- |
| 6 giugno 1993  | 12 maggio 2001 | Enzo Di Giorgio  | Lista Civica di Centro-sinistra | Sindaco     | [ 13 ] [ 14 ]       |
| 13 maggio 2001 | 28 maggio 2006 | Donato Del Papa  | Lista Civica                    | Sindaco     | [ 15 ]              |
| 29 maggio 2006 | 20 agosto 2007 | Enzo Di Giorgio  | Lista Civica                    | Sindaco     | [ 16 ] [ 17 ]       |
| 21 agosto 2007 | 13 aprile 2008 | Donato Del Papa  | Lista Civica                    | Vicesindaco | [ 18 ]              |
| 14 aprile 2008 | in carica      | Leonardo Gattuso | Lista Civica Baretiamo          | Sindaco     | [ 1 ] [ 19 ] [ 20 ] |